# Banou (Safané)
Pour les articles homonymes, voir Banou.
Banou est une commune située dans le département de Safané de la province du Mouhoun au Burkina Faso.